# 민정중 선생 묘
민정중 선생 묘는 대한민국 경기도 여주시 상거동에 있는 묘이다. 1986년 4월 10일 여주시의 향토유적 제4호로 지정되었다.

## 개요
민정중(1628~1692)은 숙종대의 문신으로 본관은 여흥, 자는 대수(大受), 호는 노봉(老峰)이다. 강원도관찰사를 지낸 민광훈(閔光勳, 1595~1659)의 아들이며 숙종(肅宗)의 계비(繼妃)인 인현왕후(仁顯王后)의 백부(伯父)이자 이조판서를 역임한 눌옹(訥翁) 이광정(李光庭, 1552~1627)의 외손(外孫)이다. 1649년(인조 27) 정시문과(庭試文科)에 장원급제하여 전적(典籍)과 정언(正言) 등을 지냈으며 이후 대사간(大司諫)을 거쳐 각조의 판서를 역임하였다.

## 같이 보기
- 민정중